# Blacus aurigineus
Blacus aurigineus (лат.) — вид мелких наездников рода Blacus (подрод Ganychorus) из семейства Braconidae (Ichneumonoidea). Китай. Видовое название связано с преобладающим желтоватым цветом тела; «aurigineus» по-латыни означает «становящийся жёлтым».

## Распространение
Китай: провинция Сычуань.

## Описание
Мелкие паразитоидные наездники, длина тела 3,9 мм, длина переднего крыла 3,3 мм. Усики самок 20-члениковые. Цвет жёлтый; базальная половина антенн жёлтая, субапикальные антенномеры бледно-жёлтые, но 2-3 вершинных антенномера тёмно-коричневые; телотарси коричневые; заднее бедро и вершинная половина голеней красновато-коричневые; птеростигма и жилки коричневые; парастигма и базальная часть птеростигмы беловатые; мембрана крыла затемнённая. Новый вид сходен с B. kangauzi, поскольку имеет относительно крупное тело, лоб с полосами, крылья довольно затемнённые, первая дискальная ячейка переднего крыла усечённая, передние и средние коготки с черноватыми щетинками, длина яйцеклада около 0,20 × длины переднего крыла, проподеальные бугорки отсутствуют, а проподеум без ареолы, но отличается наличием 20 антенномеров (21 антенномер у B. kangauzi), первый метасомальный тергит тонкий и параллельносторонний (крупный и расширенный апикально у B. kangauzi), длина первого тергита 2,5 × его апикальной ширины (1,8—2,0 ×), второй и третий метасомальные сегменты беловатые (желтовато-коричневые у B. kangauzi), нотаули с продольной скульптурой сзади (зубчатые сзади), только прекоксальная борозда с полосками (мезоплеврон полностью с длинными полосками у B. kangauzi), проподеум гладкий (шершавый), второй тергит с очень короткими и слабыми полосками базально (гладкий), тело жёлтое (красновато-коричневое у B. kangauzi). Вид был впервые описан в 2025 году китайскими энтомологами совместно с голландским гименоптерологом Корнелисом Ахтербергом (Cornelis van Achterberg).